# Santa Maria de Riquer
Santa Maria de Riquer és una església que fou seu d'un priorat benedictí de la comuna nord-catalana de Catllà, a la comarca del Conflent.
Està situada a prop i al sud-est del poble de Catllà, just a ponent del lloc on la Castellana s'aboca en la Tet. És a l'extrem nord-est de la urbanització anomenada Mas Riquer, que pren el nom del mas que substituí l'antic priorat quan aquest s'extingí.

## Història
Dedicada a la Mare de Déu, és esmentada ja al 13 de setembre del 948, quan Bernat, fill de Guantà, feu donació al monestir de Sant Miquel de Cuixà de l'església consagrada en honor de sant Andreu apòstol, cum ipsa cella et cum ipsa curte, amb la seva cel·la i la seva finca. L'església és Sant Andreu de Catllà i hom ha identificat aquesta cella com l'església de Santa Maria. Al segle xi, l'abat Oliba cedí de per vida els rèdits de Santa Maria de Riquer i Sant Andreu al cavaller Sunyer Arnau, però els seus successors no tornaren el lloc al monestir, sinó que s'estimaren més de comprar l'anuència dels comtes de Cerdanya Ramon Guifré i Guillem Ramon per retenir-lo i emparar-se dels beneficis del lloc. L'any 1100, l'abat Pere Guillem de Cuixà aconseguí del comte Guillem Jordà una ordre de restitució.
L'edifici original romànic fou reconsagrat al 3 d'abril del 1073, després d'una reconstrucció, i a partir d'aquest moment s'hi establí un petit priorat, que constava habitualment del prior i dos o tres monjos. Sembla que el prior residia habitualment al monestir de Cuixà, d'on depenia la comunitat. El priorat fou abolit el 1790, com ho foren molts altres establiments eclesiàstics per les lleis laïcitzants de la Revolució Francesa.
A impuls dels nous propietaris, l'església va ser estudiada el 1954 per l'arqueòleg Pere Ponsich, que al timpà de la porta hi descobrí un fresc original de la reconstrucció del 1073. Santa Maria va ser declarada monument històric de França el 1983. El 1992 se n'inicià la restauració, que encara durava el 2006. En l'actualitat (2011), l'"Association Notre-Dame-de-Riquer" té cura del lloc, promovent-ne la conservació i fent-hi activitats per a la difusió i el coneixement del lloc.

## Arquitectura i decoració

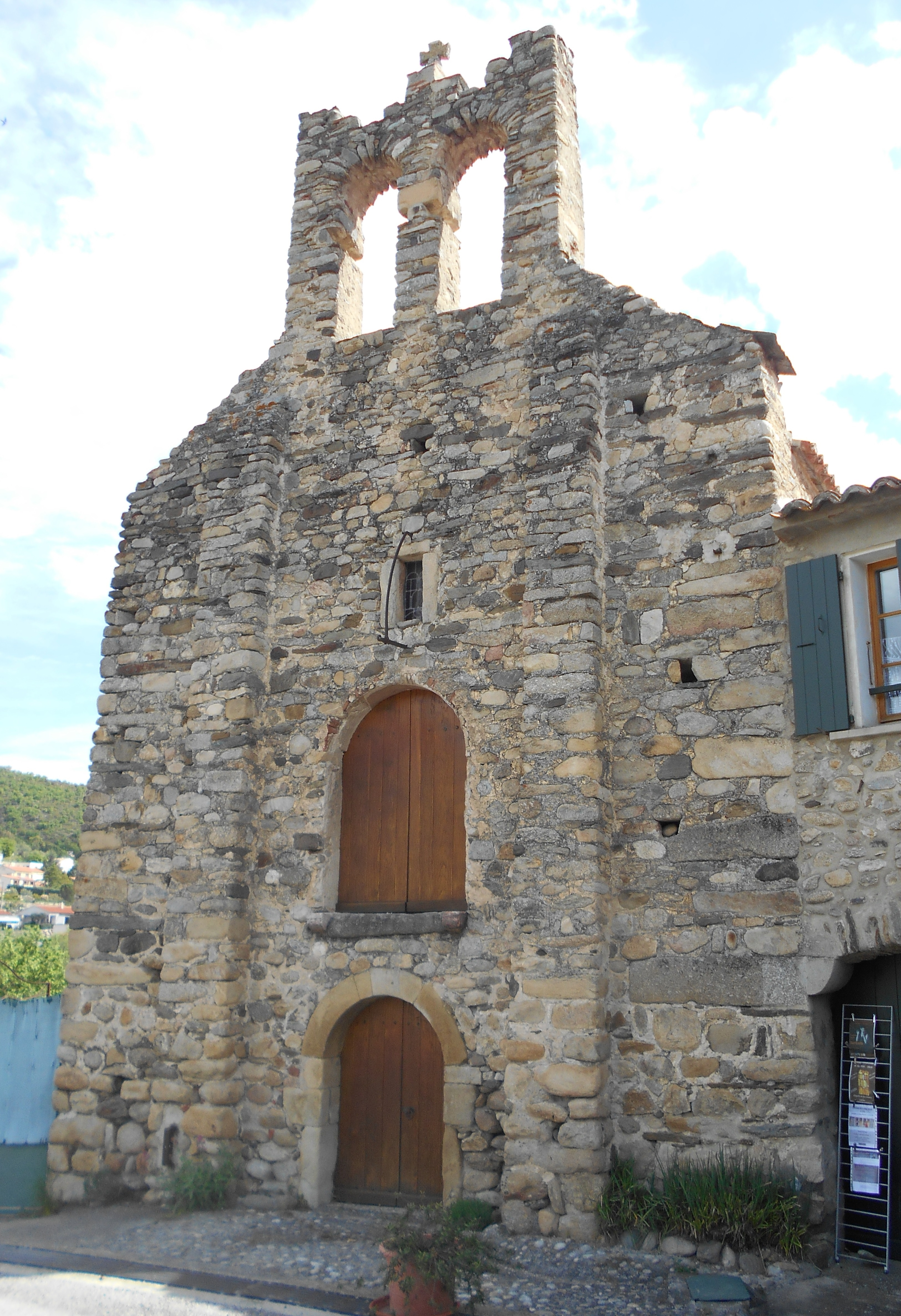
Façana occidental de l'església

L'edifici, de nau única dividida en quatre trams, correspon ben bé al temple consagrat el 1073, que s'ha mantingut quasi intacte fins als nostres dies, malgrat haver estat destinat a estable i graner durant bona part dels segles XIX i XX. Té actualment un sostre de bigues de fusta sobre tres arcs de diafragma; no s'ha determinat l'actual embigat substituí una volta de pedra que s'hauria afonat en algun moment del passat. L'absis és semicircular, decorat amb lesenes i arcs cecs, amb tres finestres i cobert amb una volta de quart d'esfera. A l'interior, uneix l'absis amb la nau un ample arc presbiterial.
El campanar, damunt del frontis occidental, és d'espadanya, i se'l data del segle xii. A les parets es conserven restes de pintures murals. La pintura del timpà de la porta per dessota d'un Agnus Dei té un estil que el fa similar a les pintures murals de Sant Martí de Fenollar (a Morellàs i les Illes). Hi resten també restes de pintura que imitaven carreus.
L'habilitació que se'n feu per a usos agrícoles al segle xix va fer que es tanqués la porta meridional i se n'obrissin tres més, dues de superposades, i que es fes un pis destinat a contenir farratge, mentre la part baixa esdevingué un estable. En l'actualitat s'han restituït l'espai de la capella, que s'utilitza per a fer concerts del Festival Pau Casals.